# Quốc kỳ Costa Rica
Quốc kỳ Costa Rica (tiếng Tây Ban Nha: Bandera de Costa Rica) được phê chuẩn vào ngày 27 tháng 11 năm 1906, tuy nhiên nó đã được thiết kế từ năm 1848 với hình dạng khác biệt một chút so với hiện nay.

## Đặc điểm

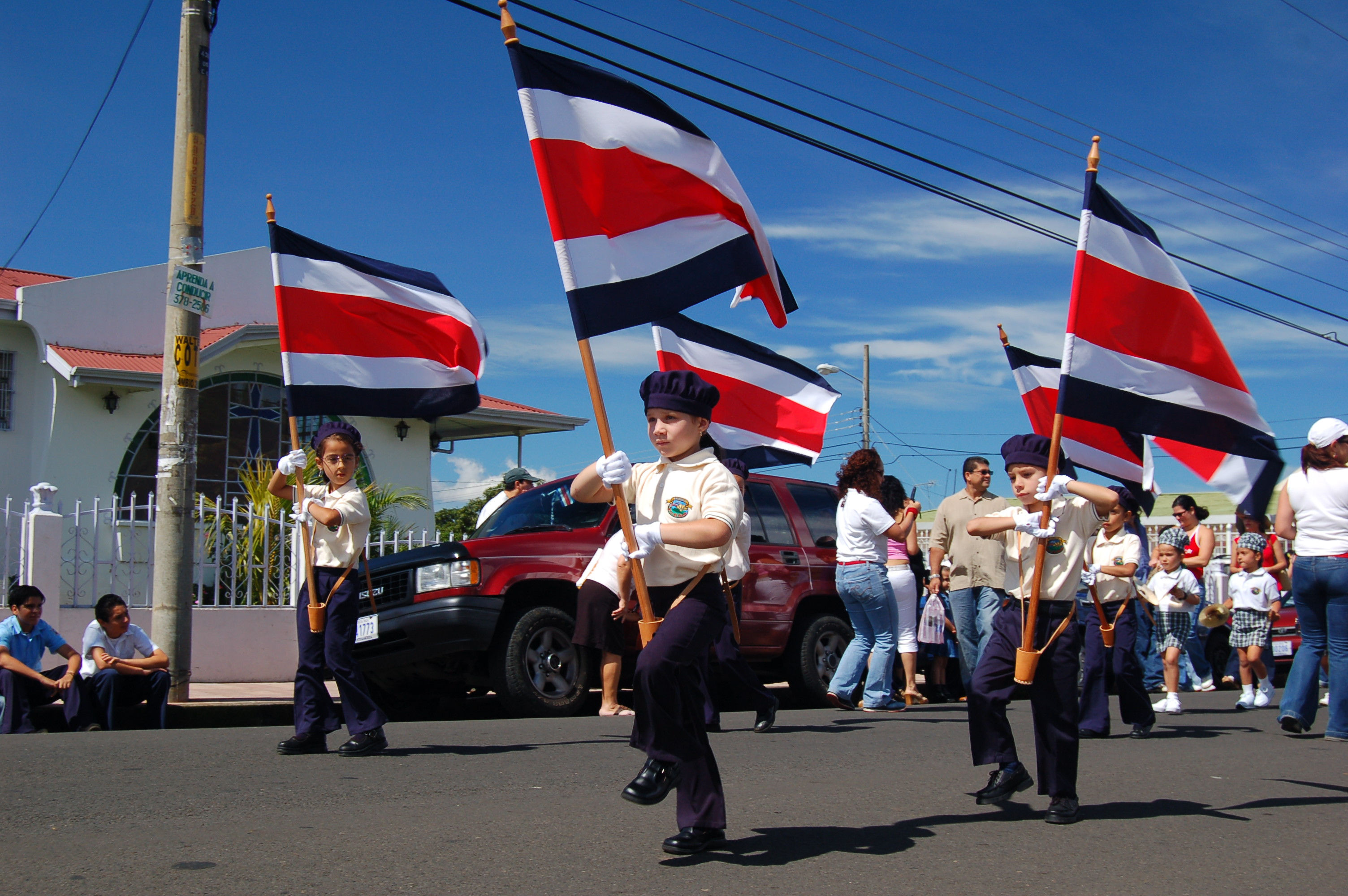
Các bé gái diễn hành với quốc kỳ trong ngày lễ Độc Lập 1 tháng 3 năm 2006.

| Mã màu  | Lam                    | Trắng                 | Đỏ                       |
| ------- | ---------------------- | --------------------- | ------------------------ |
| RGB     | 0,43,127               | 255,255,255           | 206,17,38                |
| HTML    | #002B7F                | #FFFFFF               | #CE1126                  |
| CMYK    | 1.0 - 0.66 - 0.0 - 0.5 | 0.0 - 0.0 - 0.0 - 0.0 | 0.0 - 0.91 - 0.81 - 0.19 |
| Pantone | 280                    | safe                  | 186                      |

## Lịch sử

1821–1823
1823–1824
1824
1825–1840
1841–1842
1842–1848
1849–1906
1907–1964
1965–1998
1999–nay

## Trường hợp giống nhau
Quốc kỳ của Thái Lan và Costa Rica rất giống nhau, những chỉ khác về màu sắc, độ đạm nhạt và tỉ lệ.

Quốc kỳ Vương quốc Thái Lan